# 刺針 (中土大陸)

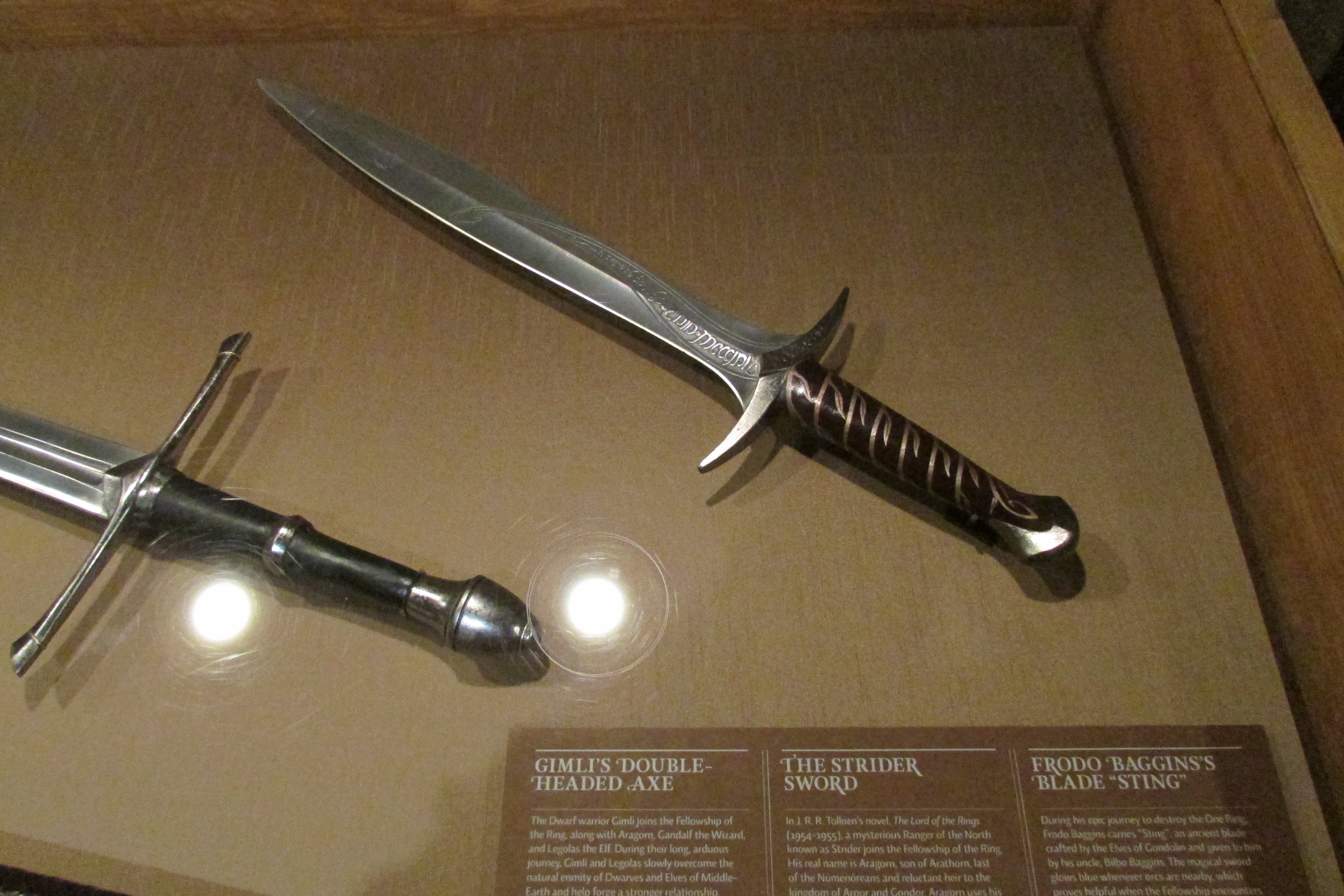
刺針（右）。

刺針（英語：Sting）是托爾金（J. R. R. Tolkien）奇幻小說裡的一件人工製品，刺針是一把精靈匕首，於第一紀元的貢多林（Gondolin）鑄造。

## 歷史
在《哈比人歷險記》與《魔戒》裡，刺針是比爾博·巴金斯（Bilbo Baggins）與佛羅多·巴金斯（Frodo Baggins）叔姪倆先後使用的魔法武器。
比爾博在與甘道夫、十三矮人前往孤山途中，於三隻食人妖的寶庫裡發現了刺針，同時也發現了敵擊劍（Glamdring）和獸咬劍（Orcrist）。據愛隆王所言，刺針似乎是由第一紀元的精靈於貢多林鑄造。對精靈和人類來說，刺針只是匕首，但對身材矮小的哈比人來說，這便是一把優秀的寶劍了。比爾博在幽暗密林（Mirkwood）以此劍刺擊大蜘蛛，因此為其取名為刺針。
在魔戒遠征隊（Fellowship of the Ring）從瑞文戴爾（Rivendell）出發前，比爾博將刺針交給佛羅多。第三紀元末，索倫（Sauron）敗亡後，刺針曾交到山姆·詹吉（Samwise Gamgee）手上，後來山姆又將它交還給佛羅多。
刺針可偵察附近的半獸人，當半獸人接近時，劍面會泛起藍色的光芒。魔戒遠征隊在摩瑞亞（Moria）遭遇半獸人時，刺針曾變成藍色。而敵擊劍和獸咬劍也有這個特性。
雖然刺針短小，但它鋒利異常，在瑞文戴爾，比爾博輕易地把刺針刺入木船。佛羅多亦在摩瑞亞以刺針刺傷食人妖的腳。在魔多邊界的屍羅巢穴（Shelob's Lair），刺針亦可輕易割斷屍羅堅韌的蜘蛛網。
咕嚕（Gollum）討厭任何精靈製品，他很害怕刺針。這有助比爾博在迷霧山脈（Misty Mountains）對抗咕嚕，亦使佛羅多可暫時馴服咕嚕。

## 電影
在彼得·傑克遜（Peter Jackson）執導的電影《魔戒》裡，刺針是一葉狀匕首，有柔和曲線的劍刃，在劍刃和劍柄處刻有辛達林語（Sindarin）文字：Maegnas aen estar nin dagnir in yngyl im。譯成「梅格納斯為吾名，吾為蜘蛛之剋星」。根據《精靈寶鑽》（The Silmarillion）的附錄，maeg在辛達林語解作「鋒利」。
刺針約二十四吋長，劍柄三吋闊。劍鞘由褐色的絲絨及黑鐵組成。